# Municipio de Tepetitla de Lardizábal
El Municipio de Tepetitla de Lardizábal es uno de los 60 municipios que conforman el estado mexicano de Tlaxcala. Es parte de la Zona Metropolitana de Puebla-Tlaxcala.

## Límites municipales
Localizado en el suroeste del estado de Tlaxcala, el municipio de Tepetitla de Lardizábal colinda al norte  y al este, con el municipio de Ixtacuixtla de Mariano Matamoros;  al sur y sureste con el municipio de Natívitas, y al oeste con el Estado de Puebla, en específico con el municipio de San Martín Texmelucan.

## Actividad económica
La mayor actividad económica está centrada en las actividades referentes a la agricultura (siembra de maíz y legumbres variadas), la maquila de costura de diferentes prendas, así como de profesionistas de variada índole.

## Turismo
Aunque es una población relativamente pequeña, cuenta con varias opciones para visitar. El templo de San Mateo, construcción que data del siglo XIX, de la cual tienen celebración el 21 de septiembre al  Santo patrono del lugar que lleva el mismo nombre del templo; se encuentra también el Templo de San Salvador, que data de los siglos XIX y XX. También están las ex haciendas como la de San Pedro Rojano o la de San Carlos que datan de los siglos XVIII y XIX respectivamente.

## Gastronomía
La gastronomía tlaxcalteca es muy  extensa, se pueden degustar platillos como barbacoa de carnero o pollo en mixiote, tlatoyos, xocoyoles, tlatlapas, también cuentan con gran variedad de tamales y moles. Entre las bebidas se puede degustar del pulque y sus variedades en curados.

## Localidades
| Localidad               | Población |
| ----------------------- | --------- |
| Tepetitla de Lardizábal | 7411      |
| Villa Alta              | 5452      |
| San Mateo Ayécac        | 3095      |
| Guadalupe Victoria      | 682       |